# Kamienica przy ulicy Stefana Batorego 6 w Krakowie
Kamienica przy ulicy Stefana Batorego 6 – zabytkowa kamienica znajdująca się w Krakowie, w dzielnicy I przy ulicy Stefana Batorego, na Kleparzu.
Kamienica została wzniesiona w latach 1892–1893 według projektu architekta Zygmunta Handla.
10 kwietnia 1968 kamienica została wpisana do rejestru zabytków. Znajduje się także w gminnej ewidencji zabytków.